# Trương Xương
Trương Xương (chữ Hán: 张昌, ? – 304), người dân tộc thiểu số ở quận Nghĩa Dương, Kinh Châu  , thủ lĩnh khởi nghĩa nông dân cuối đời Tây Tấn.

## Cuộc đời và sự nghiệp
Thiếu thời Xương làm Lại ở huyện Bình Thị, sức mạnh hơn người; mỗi lần xem bói, đều được tiên đoán sẽ được giàu sang. Thích bàn việc chiến tranh, nên bị đồng bạn chê cười. Khi Lý Lưu nổi dậy ở Thục, Xương lánh mình nửa năm, tập hợp mấy ngàn người, trộm được Tràng huy , nói dối là triều đình sai mình mộ quân đánh dẹp Lý Lưu. Tân Dã trang vương Tư Mã Hâm (cháu nội Tư Mã Ý) tuân theo Nhâm ngọ chiếu thư cưỡng bức tráng đinh Kinh Châu gia nhập quân đội đi Ích Châu, gọi là Nhâm ngọ binh , nhân dân đang chịu nhiều tai vạ, không bằng lòng tây chinh; mà triều đình thúc ép rất ngặt, quan viên có lương bổng đến 2 ngàn thạch mà chậm trễ việc này cũng bị miễn chức. Bọn tráng đinh đều bỏ trốn, họp nhau làm giặc cướp. Năm ấy Giang Hạ  được mùa, lưu dân tìm cái ăn lên đến mấy ngàn người.
Năm Thái An thứ 2 (303), Xương ở Thạch Nham Sơn, huyện An Lục – cách quận 80 dặm - tập hợp lực lượng, được phần lớn lưu dân và những người tránh làm lính thú hưởng ứng. Ông bèn đổi tên là Lý Thần. Thái thú Cung Khâm sai quân đi dẹp, Xương phá ngay được. Ông nhắm lực lượng đủ mạnh, bèn tấn công quận thành. Khâm ra đánh, đại bại, đem gia quyến chạy về Miện Khẩu ở phía nam. Tư Mã Hâm sai Kỵ đốc Cận Mãn đi dẹp Xương, đôi bên đại chiến ở phía tây Tùy Quận, Mãn thua chạy; ông bắt được quân nhu, xe cộ, thừa thắng chiếm cứ Giang Hạ, nắm giữ kho lẫm. Trước đó, bọn thầy tướng lưu truyền câu "đương hữu đế vương, hưng vu Giang Tả", đến nay Xương nói: "Đương hữu thánh nhân xuất." Ông ca ngợi Sơn Đô huyện lại Khâu Trầm là thánh nhân, đưa lên làm thiên tử, đặt trăm quan. Trầm đổi tên là Lưu Ni, lấy Xương làm Tướng quốc, anh Xương là Vị làm Xa kỵ tướng quân, em Xương là Phóng làm Quảng vũ tướng quân, đều lãnh binh. Bọn họ xây dựng cung điện trong Thạch Nhâm, bày ra các thứ nghi lễ, phục sức theo lối nhà Hán, đổi niên hiệu là Thần Phượng; ngoa truyền "Giang – Hoài về phía nam đang muốn phản nghịch, quan quân nổi lên, ắt tru diệt chúng." Các nhóm giặc cướp nhỏ hùa nhau khuấy động, nhân dân hoang mang; chỉ trong tuần trăng, ở khoảng Giang – Miện có đến 3 vạn người dựng cờ xí, thổi tù và nổi dậy, hưởng ứng Xương. Sĩ, dân Giang Hạ, Nghĩa Dương không ai không theo, trừ dòng dõi lâu đời ở Giang Hạ là Giang An lệnh Vương Ủ, tú tài Lữ Nhuy. Ông lấy chức tam công để mời, Ủ, Nhuy ngầm đưa các tông thất nhà Tấn chạy đi Nhữ Nam, nương nhờ Dự Châu thứ sử Lưu Kiều. Đồng hương của Ủ là Kỳ Tư lệnh Lý Quyền, Thương An lệnh Ngô Phượng, hiếu liêm Ngô Sướng tập hợp hơn 500 gia đình chạy theo bọn Ủ.
Tư Mã Hâm tâu lên triều đình cầu viện, nên Lưu Kiều đưa quân các nơi giữ Nhữ Nam ngăn nghĩa quân, Tiền tướng quân Triệu Tương lãnh 8000 quân giữ Uyển, giúp Bình nam tướng quân Dương Y phòng ngự. Xương lấy tướng quân Hoàng Lâm làm Đại đô đốc, soái 2 vạn quân nhắm hướng Dự Châu. Tiền khu của nghĩa quân là Lý Cung tấn công Nhữ Thủy, bị Lưu Kiều phái Lý Dương đánh bại. Bọn Lâm đông tiến đánh Dặc Dương, thái thú Lương Hoàn đóng chặt cửa thành cố thủ. Lâm sai bộ tướng Mã Vũ phá Vũ Xương, giết thái thú. Xương tự lãnh quân, tây tiến đánh Uyển, phá Triệu Tương, giết Dương Y. Nghĩa quân tiến đánh Tương Dương, giết Tư Mã Hâm. Biệt soái của nghĩa quân là Thạch Băng đông tiến phá 2 châu Giang, Dương, cắt đặt quan viên. Bấy giờ nhân dân 5 châu (Kinh, Giang, Từ, Dương, Dự) đều hưởng ứng nghĩa quân. Xương sai bộ tướng là bọn Trần Trinh, Trần Lan, Trương Phủ đánh các quận Trường Sa, Tương Đông, Linh Lăng. Ông nắm giữ 5 châu, tự đặt quan viên, nhưng không ngăn cấm bộ hạ cướp bóc dân chúng, nên dần mất lòng người.
Năm ấy, triều đình ban chiếu cho Ninh sóc tướng quân, lãnh Nam Man hiệu úy Lưu Hoằng trấn thủ Uyển; Hoằng sai bọn Tư mã Đào Khản, Tham quân Khoái Hoàn, Bì Sơ soái quân dẹp Xương ở Cánh Lăng, Lưu Kiều cũng sai tướng quân Lý Dương, Đốc hộ Doãn Phụng nắm toàn quân hướng về Giang Hạ. Bọn Khản khổ chiến với ông mấy ngày, đại phá nghĩa quân, nạp hàng lên đến vạn người; Xương bèn chạy trốn đến Hạ Tuyển Sơn. Mùa thu năm sau (304), ông bị bắt, gởi đầu về kinh sư, đồng đảng đều bị tru di tam tộc.

## Chú giải
1. ^  Tấn thư, tài liệu đã dẫn, nguyên văn là "Man", không thể khảo chứng được.
2. ^  Cao tăng Huyền Ứng (đời Đường), Nhất thiết kinh âm nghĩa quyển 11: Tràng huy (hay Trường huy) tức là tinh kỳ chỉ huy quân đội.
3. ^  Chiếu thư được phát ra vào ngày Nhâm ngọ (8) tháng giêng ÂL năm Thái An thứ 2 (10/2/303) nên có tên như vậy.